# Championnat du monde junior de hockey sur glace 1992
Navigation
Édition précédente Édition suivante
Le championnat du monde junior de hockey sur glace  a eu lieu à Füssen en Allemagne entre le 26 décembre 1991 et le 4 janvier 1992.
Il s'est déroulé en formule round-robin, les trois premières équipes du classement remportant respectivement les médailles d'or, d'argent et de bronze.
Le 1er janvier 1992, l'URSS était officiellement dissoute et l'équipe qui avait commencé le tournoi sous ce nom le termina comme l'équipe de la CEI. N'ayant pas encore d'emblême officiel, elle termina le tournoi, qu'elle remporta, avec les maillots de l'URSS.

## Résultats
| 26 décembre 1991 | Canada | 5-4 | Allemagne |  |

| 26 décembre 1991 | Suède | 8-4 | Tchécoslovaquie |  |

| 26 décembre 1991 | CEI | 10-2 | Suisse |  |

| 26 décembre 1991 | États-Unis | 5-1 | Finlande |  |

| 27 décembre 1991 | Canada | 6-4 | Suisse |  |

| 27 décembre 1991 | Finlande | 5-1 | Tchécoslovaquie |  |

| 27 décembre 1991 | CEI | 4-3 | Suède |  |

| 27 décembre 1991 | États-Unis | 6-2 | Allemagne |  |

| 29 décembre 1991 | Canada | 2-2 | Suède |  |

| 29 décembre 1991 | CEI | 4-1 | Finlande |  |

| 29 décembre 1991 | Tchécoslovaquie | 8-2 | Allemagne |  |

| 29 décembre 1991 | États-Unis | 5-1 | Suisse |  |

| 30 décembre 1991 | Finlande | 2-2 | Canada |  |

| 30 décembre 1991 | Suisse | 4-2 | Tchécoslovaquie |  |

| 30 décembre 1991 | CEI | 7-0 | Allemagne |  |

| 30 décembre 1991 | Suède | 8-6 | États-Unis |  |

| 1er janvier 1992 | États-Unis | 5-3 | Canada |  |

| 1er janvier 1992 | Suède | 4-3 | Suisse |  |

| 1er janvier 1992 | Finlande | 2-0 | Allemagne |  |

| 1er janvier 1992 | Tchécoslovaquie | 5-2 | Communauté des États indépendants |  |

| 2 janvier 1992 | Tchécoslovaquie | 6-1 | Canada |  |

| 2 janvier 1992 | Finlande | 7-3 | Suisse |  |

| 2 janvier 1992 | Suède | 10-1 | Allemagne |  |

| 2 janvier 1992 | CEI | 5-0 | États-Unis |  |

| 4 janvier 1992 | CEI | 7-2 | Canada |  |

| 4 janvier 1992 | Suède | 6-4 | Finlande |  |

| 4 janvier 1992 | Allemagne | 6-2 | Suisse |  |

| 4 janvier 1992 | États-Unis | 3-2 | Tchécoslovaquie |  |

## Classement final
|   | PAYS                              | PJ | V | D | N | BP | BC | PTS |
| - | --------------------------------- | -- | - | - | - | -- | -- | --- |
|   | Communauté des États indépendants | 7  | 6 | 1 | 0 | 39 | 13 | 12  |
|   | Suède                             | 7  | 5 | 1 | 1 | 41 | 24 | 11  |
|   | États-Unis                        | 7  | 5 | 2 | 0 | 30 | 22 | 10  |
| 4 | Finlande                          | 7  | 3 | 3 | 1 | 22 | 21 | 7   |
| 5 | Tchécoslovaquie                   | 7  | 3 | 4 | 0 | 28 | 25 | 6   |
| 6 | Canada                            | 7  | 2 | 3 | 2 | 21 | 30 | 6   |
| 7 | Allemagne                         | 7  | 1 | 6 | 0 | 15 | 40 | 2   |
| 8 | Suisse                            | 7  | 1 | 6 | 0 | 19 | 40 | 2   |

La Suisse est reléguée dans la poule B pour le championnat du monde junior de hockey sur glace 1993.

## Meilleurs pointeurs
| Nom              | PJ | B | A | PTS |
| ---------------- | -- | - | - | --- |
| Michael Nylander |    | 8 | 9 | 17  |
| Peter Forsberg   |    | 3 | 8 | 11  |
| Markus Naslund   |    | 8 | 2 | 10  |
| Mikael Renberg   |    | 6 | 4 | 10  |
| Alekseï Kovaliov |    | 5 | 5 | 10  |

## Équipe d'étoiles
- Gardien de but :  Mike Dunham
- Défenseur :  Scott Niedermayer,  Janne Gronvall
- Attaquant :  Alekseï Kovaliov,  Michael Nylander,  Peter Ferarro

### Source
- (en) championnat du monde junior 1992 sur le site www.tsn.ca